# Max Meyer
Maximilian (Max) Meyer (Oberhausen, 18 september 1995) is een Duits voetballer die doorgaans als offensieve middenvelder speelt. Meyer debuteerde in 2014 in het Duits voetbalelftal.

## Clubcarrière
Meyer begon in 2000 met voetballen bij FC Sardegna Oberhausen. In 2002 werd hij opgenomen in de jeugdopleiding van Rot-Weiß Oberhausen, die hij in 2004 verruilde voor die van de club uit zijn geboortestad, MSV Duisburg. Schalke 04 haalde hem in 2009 vandaaruit naar de eigen jeugdopleiding. Tijdens het seizoen 2012/13 produceerde hij in de jeugd elf doelpunten en elf assists in vijftien wedstrijden. Meyer zat op 9 februari 2013 op de bank bij het eerste elftal tijdens een wedstrijd tegen Bayern München. Na het vertrek van Lewis Holtby en blessures bij enkele andere spelers, behoorde hij tot de selectie voor een Champions League-duel tegen Galatasaray SK op 20 februari 2013. Op 16 februari 2013 debuteerde Meyer daadwerkelijk in het eerste elftal van Schalke 04, tegen FSV Mainz 05. Hij viel die wedstrijd achttien minuten voor tijd in voor Raffael, bij een 1-2-achterstand. Hij gaf een assist op Michel Bastos waardoor Schalke 04 een gelijkspel afdwong. Meyers contract werd op 7 mei 2013 met twee jaar verlengd. Hij veranderde van rugnummer 29 naar 7, het nummer dat voor hem werd gedragen door Raúl. Op 5 oktober 2013 scoorde hij zijn eerste doelpunt in de Bundesliga, tegen Augsburg. Op 30 november 2013 werd zijn contract sterk opgewaardeerd en verlengd tot medio 2018. Hij beëindigde het seizoen 2013/14 met zes doelpunten in 30 competitieduels.
Hij tekende in augustus 2018 een contract tot medio 2021 bij Crystal Palace, dat hem transfervrij overnam van Schalke 04. In januari 2021 werd zijn contract ontbonden. Meyer vervolgde zijn loopbaan bij 1. FC Köln. In 2021 tekende hij bij het Turkse Fenerbahçe.

## Clubstatistieken
| Seizoen         | Club            | Competitie      | Competitie | Competitie | Beker | Beker | Internationaal | Internationaal | Totaal | Totaal |
| Seizoen         | Club            | Competitie      | Wed.       | Dlp.       | Wed.  | Dlp.  | Wed.           | Dlp.           | Wed.   | Dlp.   |
| --------------- | --------------- | --------------- | ---------- | ---------- | ----- | ----- | -------------- | -------------- | ------ | ------ |
| 2012/13         | FC Schalke 04   | Bundesliga      | 5          | 0          | 0     | 0     | 1              | 0              | 6      | 0      |
| 2013/14         | FC Schalke 04   | Bundesliga      | 30         | 6          | 2     | 1     | 9              | 0              | 41     | 7      |
| 2014/15         | FC Schalke 04   | Bundesliga      | 28         | 5          | 1     | 0     | 8              | 1              | 37     | 6      |
| 2015/16         | FC Schalke 04   | Bundesliga      | 32         | 5          | 2     | 0     | 7              | 1              | 41     | 6      |
| 2016/17         | FC Schalke 04   | Bundesliga      | 27         | 1          | 3     | 0     | 9              | 1              | 39     | 2      |
| 2017/18         | FC Schalke 04   | Bundesliga      | 24         | 0          | 4     | 1     | —              | —              | 28     | 1      |
| Club totaal     | Club totaal     | Club totaal     | 146        | 17         | 12    | 2     | 34             | 3              | 192    | 22     |
| 2018/19         | Crystal Palace  | Premier League  | 29         | 1          | 7     | 2     | —              | —              | 36     | 3      |
| 2019/20         | Crystal Palace  | Premier League  | 17         | 0          | 2     | 0     | —              | —              | 19     | 0      |
| 2020/21         | Crystal Palace  | Premier League  | 0          | 0          | 1     | 0     | —              | —              | 1      | 0      |
| Club totaal     | Club totaal     | Club totaal     | 46         | 1          | 10    | 2     | 0              | 0              | 56     | 3      |
| 2020/21         | 1. FC Köln      | Bundesliga      | 10         | 0          | 1     | 0     | —              | —              | 11     | 0      |
| 2021/22         | Fenerbahçe SK   | Süper Lig       | 0          | 0          | 0     | 0     | 0              | 0              | 0      | 0      |
| Carrière totaal | Carrière totaal | Carrière totaal | 202        | 18         | 23    | 4     | 34             | 3              | 259    | 25     |

Bijgewerkt op 2 augustus 2018

## Interlandcarrière
Meyer speelde met Duitsland -17 op het EK -17 in 2012 in Slovenië. Duitsland -17 bereikte de finale, maar verloor die van Nederland -17. Onder leiding van bondscoach Joachim Löw maakte Meyer op dinsdag 13 mei 2014 zijn debuut voor het Duits voetbalelftal, in een oefeninterland tegen Polen (0-0). Die wedstrijd debuteerden ook Christian Günter, Oliver Sorg, Shkodran Mustafi, Antonio Rüdiger, Sebastian Rudy, Christoph Kramer, Leon Goretzka, André Hahn, Maximilian Arnold, Kevin Volland en Sebastian Jung.
1 Eğribayat ·
4 Söyüncü ·
5 Yüksek ·
6 Djiku ·
8 Yandaş ·
9 Džeko  ·
10 Tadić ·
13 Fred ·
16 Müldür ·
17 Kahveci ·
18 Kostić ·
19 En-Nesyri ·
21 Osayi-Samuel ·
22 Mercan ·
23 Tosun ·
24 Oosterwolde ·
33 Carlos ·
34 Amrabat ·
37 Škriniar ·
40 Livaković ·
50 Becão ·
53 Szymański ·
54 Çetin ·
70 Aydın ·
77 Mimović ·
94 Talisca ·
95 Akçiçek ·
97 Saint-Maximin ·
Coach: Mourinho
1 Horn ·
2 Toljan ·
3 Klostermann ·
4 Ginter ·
5 Süle ·
6 S. Bender ·
7 Meyer ·
8 L. Bender ·
9 Selke ·
10 Goretzka  ·
11 Brandt ·
12 Huth ·
13 Max ·
14 Bauer ·
15 Christiansen ·
16 Prömel ·
17 Gnabry ·
18 Petersen ·
22 Oelschlägel ·
Coach: Hrubesch
- Gemeinsame Normdatei: 1047897245
- Virtual International Authority File: 306367825